# Clique du Club central
La clique du Club central (中央俱樂部組織), aussi appelée clique CC (CC派), est l'une des factions politiques du Kuomintang. Elle est dirigée par les frères Chen Guofu et Chen Lifu, amis de Tchang Kaï-chek.
Chen Lifu et son frère aîné Chen Guofu sont les neveux de Chen Qimei qui est, jusqu'à son assassinat par le seigneur de la guerre Yuan Shikai en 1916, le mentor du chef nationaliste Tchang Kaï-chek. En raison de leurs relations de pouvoir, les frères Chen en arrivent à diriger les opérations organisationnelles du Kuomintang de Tchang, fondant leur propre organisation politique appelée « clique du Club central ».
Considérée comme l'aile d'extrême-droite du Kuomintang aux côtés des Chemises bleues, la clique CC représente les intérêts traditionalistes, anti-communistes, anti-japonais et fonciers. Elle est très proche du Généralissime Tchang Kaï-chek, influençant les nominations et les promotions, et disposant du plus grand nombre de votes au comité exécutif central. Chen Lifu est considéré comme le chef du parti. Ses membres comprennent de nombreux haut-placés dans le parti, ainsi que la femme de Tchang Kaï-chek, Song Meiling et Kong Xiangxi. Ils influencent les renseignements, la politique commerciale, bancaire et militaire, ainsi que l'éducation et la propagande.
La clique CC place ses membres au sein du parti et dans la machinerie gouvernementale, s'assurant une influence dans la bureaucratie, les agences éducatives, les organisations de jeunesse, et les syndicats. Les frères disposent également d'une influence sur le bureau central d'investigation et de statistiques (en), l'un des deux corps principaux de police et de renseignement de Tchang.

## Membres importants
Wang Tseng-shan, un Chinois Hui, est le commissaire aux affaires civiles du Kuomintang dans la coalition gouvernementale au Xinjiang en 1946–47, et est associé à la clique CC. L'Ouïghour Masud Sabri (en) est également membre de la clique CC, tout comme le Tatar Burhan Shahidi (en) et le général Wu Zhongxin.